# Brzance
Brzance en serbe latin et Bërzancë en albanais (en serbe cyrillique : Брзанце) est une localité du Kosovo située dans la commune/municipalité de Leposavić/Leposaviq, district de Mitrovicë/Kosovska Mitrovica. Selon des estimations de 2009 comptabilisées pour le recensement kosovar de 2011, elle compte 36 habitants, dont une majorité de Serbes.

## Géographie
Brzance/Bërzancë est situé à 25 km au sud-est de Leposavić/Leposaviq. Le village fait partie de la communauté locale de Sočanica/Soçanicë.

## Démographie

### Évolution historique de la population dans la localité
| 1948 | 1953 | 1961 | 1971 | 1981 | 1991 | 2009 |
| ---- | ---- | ---- | ---- | ---- | ---- | ---- |
| 206  | 242  | 271  | 220  | 112  | 53   | 36   |

|  |